# Clematis aethusifolia
Clematis aethusifolia là một loài thực vật có hoa trong họ Mao lương. Loài này được Turcz. mô tả khoa học đầu tiên năm 1832.